# Estella (Wisconsin)
Estella es un pueblo ubicado en el condado de Chippewa en el estado estadounidense de Wisconsin. En el Censo de 2010 tenía una población de 433 habitantes y una densidad poblacional de 5,7 personas por km².

## Geografía
Según la Oficina del Censo de los Estados Unidos, Estella tiene una superficie total de 199.43 km², de la cual 199.39 km² corresponden a tierra firme y (0.02%) 0.04 km² es agua.

## Demografía
Según el censo de 2010, había 433 personas residiendo en Estella. 